# Contea di Cook (Australia)
La contea di Cook è una Local Government Area che si trova nel Queensland. Essa si estende su una superficie di 106.188,4 chilometri quadrati e ha una popolazione di 4.152 abitanti. La sede del consiglio si trova a Cooktown.